# Rudolf Schmidt
Rudolf Schmidt (ur. 12 maja 1886 w Berlinie, zm. 7 kwietnia 1957 w Krefeld) – niemiecki oficer Wehrmachtu w randze Generalobersta. 

## Życiorys
Służył w czasie I i II wojny światowej. Za swoją służbę został odznaczony Krzyżem Rycerskim Krzyża Żelaznego z Liśćmi Dębu.
W 1943 odwołany z dowodzenia 2 Armii Pancernej z powodu afery szpiegowskiej jego młodszego brata, Hansa-Thilo Schmidta, który wcześniej przez wiele lat przekazywał informacje, które przyczyniły się do rozszyfrowania kodu maszyny szyfrującej Enigma.

## Odznaczenia
- Krzyż Żelazny (1914)[1]
  - II klasa
  - I Klasa
- Kawaler II klasy Orderu Lwa Zeryngeńskiego z liśćmi dębu i mieczami (Badenia)[1]
- Order Henryka Lwa IV klasy (Brunszwik)[1]
- Krzyż Zasługi Wojskowej III klasy z dekoracją wojenną (Austro-Węgry)[1]
- Order Półksiężyca (Imperium Osmańskie)[1]
- Kawaler Orderu Zasługi Wojskowej (Bułgaria)[1]
- Honorowy Krzyż Weterana I Wojny Światowej
- Wehrmacht-Dienstauszeichnung
  - IV klasa
  - I klasa
- Zapinka do Krzyża Żelaznego
  - II klasa
  - I klasa
- Krzyż Rycerski Krzyża Żelaznego z Liśćmi Dębu
  - Krzyż Rycerski - 3 lipca 1940
  - Liście Dębu - 10 lipca 1941

## Literatura
- Christian Zentner in Der Zweite Weltkrieg, München, Moewig Verlag / Edel Entertainment ISBN 3-8118-1625-X
- Gerd F. Heuer Die Generalobersten des Heeres. Inhaber höchster deutscher Kommandostellen, Rastatt 1988, Moewig Verlag, ISBN 3-8118-1049-9